# Death In The Park
Death In The Park (usualmente abreviado DITP) es un grupo de power pop y rock alternativo estadounidense, formado en 2007 en la ciudad de Montgomery, Alabama.
El grupo está formado por Andy Jackson (vocales y guitarra rítmica), Jesee Johnson (guitarra), Jake Sloan (bajo), Gabriel Renfroe (batería) y Rachael Fitzgerald-Jackson (teclados).

## Historia

### Formación y primer álbum (2007 - 2010)
La banda se formó en el año 2007 en la ciudad de Montgomery, Alabama, Estados Unidos. El cantante, guitarrista y líder del grupo, Andy Jackson, formó el grupo como resultado de la disolución en 2007 de su anterior banda de rock emo Hot Rod Circuit. Los miembros de Death In The Park se reunieron para fundar la banda poco después del festival Warped Tour de 2007, donde conocieron al grupo de punk rock Paramore.
El baterista Aaron Holmes participó luego en el video musical de Paramore, That's What You Get, como uno de los protagonistas junto a Jenna Galing protagonizando a una pareja, junto a Paramore realizando una actuación. En la gira del Warped Tour, Jackson conoció al guitarrista Ronnie Gardner, y después de la disolución de la banda de Jackson, Hot Rod Circuit, comenzó a preparar un nuevo proyecto, concebido originalmente concebido como solista.
Luego de formar el grupo, Jackson se dirigió a los estudios Mission Sound Studios en Brooklyn, Nueva York para grabar un álbum de larga duración homónimo con el productor Oliver Strauss. Durante el proceso de grabación, la banda, ahora con Sloan y Holmes además de Jackson y Gardner, se les presentó la posibilidad de grabar una canción con la vocalista de Paramore, Hayley Williams. El resultado fue la canción Fallen su primer sencillo lanzado el 13 de septiembre de 2008, inspirada por Gardner y escrita por Jackson. Ese mismo año, Death In The Park lanzó su primer trabajo, un EP titulado Death In The Park EP, en el mes de octubre.
Jackson pronto se reunió con Tim O'Heir (Hot Rod Circuit, All American Rejects, Say Anything), que le presentó y le recomendó a John Kaplan (Undead Hollywood, Nevershoutnever, Maroon 5), que mezcle y remasterice su nueva canción. Después de la finalización de las 10 pistas, DITP se asoció con el sello discográfico indie End Sounds, que realizó la distribución en formato de descarga digital del álbum el 24 de agosto de 2010 y la distribución física el 14 de septiembre de ese mismo año.
Durante el 2010, con el lanzamiento de su álbum homónimo, Death In The Park se unió a una gira con los grupos musicales Paramore, Underoath, Saosin, Alkaline Trio y Saves The Day.

### Cambio de formación y segundo álbum (2012 - presente)
En 2012, Death In The Park cambió gran parte de su formación ya que el baterista Aaron Holmes, el guitarrista Ronnie Gardner y el segundo guitarrista Derrick Gard dejaron la banda y se incorporaron los miembros fundadores de los grupos Northstar y The Escape Frame Jesse Johnson (guitarrista), Gabriel Renfroe (baterista) y Rachael Fitzgerald Jackson (teclados). El grupo anunció a través de su página en Facebook que su segundo álbum de estudio será lanzado en 2013, y como adelanto del mismo, el 14 de febrero de 2013 lanzaron una canción titulada "Human Centipede" en su sitio en MySpace.

## Estilo musical
El estilo musical de Death In The Park es variado, con estilos como el punk rock, rock alternativo, emo, estilo proveniente de la anterior banda de Jackson, Hot Rod Circuit, y power pop.

## Origen del nombre
El nombre de la banda proviene la canción Death In The Park, del grupo Archers of Loaf, una de las bandas favoritas de Jackson en su juventud.

## Discografía

### Discos de estudio
| Año  | Álbum                                                                                      |
| ---- | ------------------------------------------------------------------------------------------ |
| 2010 | Death In The Park - Lanzamiento: 14 de septiembre de 2010 - Sello discográfico: End Sounds |

### EP
| Año  | Álbum                                                                                      |
| ---- | ------------------------------------------------------------------------------------------ |
| 2008 | Death In The Park EP - Lanzamiento: 21 de octubre de 2008 - Sello discográfico: End Sounds |

### Singles
| Año  | Título                         | Álbum             |
| ---- | ------------------------------ | ----------------- |
| 2010 | "Fallen (con Hayley Williams)" | Death In The Park |
| 2010 | "Move"                         | Death In The Park |
| 2012 | "The Human Centipede"          | -                 |

## Miembros

### Miembros actuales
- Andy Jackson - vocales y guitarra (2007 - presente)
- Jacob Sloan - bajo (2007 - presente)
- Jesse Johnson - guitarra (2012 - presente)
- Gabriel Renfroe - batería (2012 - presente)
- Rachael Fitzgerald Jackson - teclados (2012 - presente)

### Antiguos miembros
- Ronnie Gardner - guitarra (2007 - 2012)
- Derrick Karg - guitarra (2007 - 2012)
- Aaron Holmes - batería (2007 - 2012)